# Вільям Федун
Василь (Вільям) Федун (5 серпня 1879, Завидче, Королівство Галичини та Лодомерії — 14 листопада 1949, Ламонт, Альберта, Канада) — канадський політик українського походження, член Законодавчих зборів Альберти у 1921—1926 роках.

## Життєпис
Народився в селі Завидче у Східній Галичині (нині Шептицький район, Львівська область, Україна).
До Канади переїхав разом із батьками Пилипом (Філіпом) Федуном та Анною Тимчак у 1898 році. Мав брата Івана. Підданство Канади отримав 7 січня 1904 року.
Оселився у містечку Мандер штату Альберта. Там займався власним бізнесом з 1908 по 1915 рік. 1919 року став членом муніципальної ради Мандер.
Вільям Федун був обраний членом Законодавчих зборів Альберти від виборчого округу Вікторія як представник асоціації «Об'єднані фермери Альберти» у 1921 році. Працював один повний термін в уряді «Об'єднаних фермерів Альберти» як бекбенчер. На виборах 1926 року не балотувався. Це, а також поразка на виборах Майка Чорногуза того року залишило українську громаду Альберти без представництва в Законодавчих зборах провінції до 1930 року.
Оскільки Федун був пресвітеріанцем, у першій своїй промові в Законодавчих зборах він говорив про проблему алкоголізму в Альберті. Також він пробував тиснути на уряд Альберти з вимогою спонсорувати діяльність україномовних громадських медсестер, домашніх економів та викладачів сільського господарства. Проте його участь у діяльності Законодавчих зборів була обмежена через те, що Федун не володів англійською вільно.
Помер у місті Ламонт 14 листопада 1949 року. Похований у селі Ендрю.

## Сім'я
17 січня 1902 року одружився з Меланією (Моллі) Вітюк. У родині народилося троє дітей: Енні, Джессі та Александер.